# Kiowa (volk)
De Kiowa (endoniem: Ka'igwu (Kiowa voor Het belangrijkste volk)) zijn een inheems volk dat in de 19e eeuw op de Great Plains in het zuiden van de huidige Verenigde Staten leefde. Cultureel gezien behoorden de Kiowa tot de prairie-indianen. In de tweede helft van de 19e eeuw werden ze in reservaten geplaatst. Tegenwoordig leven er nog zo'n 12.000 afstammelingen van de Kiowa in de Verenigde Staten. De Kiowa spraken Kiowa, een Kiowa-Tanotaal die tegenwoordig door nog enkele honderden mensen gesproken wordt.

## Geschiedenis
De taalkundige verwanten van de Kiowa, sprekers van Kiowa-Tanotalen, behoren tot de pueblovolken in het zuidwesten van de Verenigde Staten. De Kiowa zelf leefden volgens hun overleveringen oorspronkelijk in het brongebied van de Yellowstone.

### Oorsprong
Over waar en wanneer de Kiowa zich afscheidden van hun taalkundige verwanten is men het nog niet eens. Recente archeologische, taalkundige en etnografische gegevens suggereren volgens veel auteurs een noordwaartse migratie van de voorouders van de Kiowa.
William Meadows beschrijft in New Data on Kiowa Protohistoric Origins (2016) een reconstructie van de vroegste geschiedenis van de Kiowa: Proto-Kiowa-Tano werd gesproken binnen een deel van de Anasazicultuur op het Colorado Plateau. Het dialect dat de voorloper was van Kiowa werd gesproken in het oosten van dit gebied, en raakte rond 450 n.Chr. geïsoleerd van de andere dialecten. De sprekers ervan maakten vervolgens deel uit van de Fremontcultuur, tot deze cultuur rond 1300 verdween. Daarna migreerden de Kiowa naar het noorden, waar ze uiterlijk in de late 17e eeuw arriveerden in het brongebied van de Yellowstone in Montana.
Andere wetenschappers veronderstellen dat de voorouders van de Kiowa en Tano-sprekende groepen oorspronkelijk in het noorden van de Great Plains leefden, waar de Kiowa's zich omstreeks het jaar 0 afscheidden en in het noorden bleven, terwijl de anderen naar het zuiden trokken en deel gingen uitmaken van de Pueblocultuur. Later trokken de Kiowa dan vanuit hun noordelijke territorium naar Montana en Wyoming, waar ze omstreeks 1700 woonden.
Een derde theorie is dat de Kiowa (deels) afstammen van de Jumano's, een volk dat in de 16e en 17e eeuw in door de Spanjaarden in het zuiden van de Great Plains werd aangetroffen.

### Latere geschiedenis
Omstreeks 1700 migreerden de Kiowa naar de Black Hills in South Dakota. Volgens sommigen sloten de Kiowa-Apachen zich toen bij hen aan, en anderen menen dat de Kiowa-Apache zich al in Montana bij de Kiowa hadden gevoegd. Bij de Black Hills verkregen de Kiowa paarden van de Crows en namen ze het ritueel van de Zonnedans over, en in deze periode werd de transformatie van de Kiowacultuur in een cultuur van prairie-indianen voltooid. Na enige tijd trokken de Arapaho, Cheyenne en Lakota vanuit het oosten de Black Hills binnen en verdreven de Kiowa, die uiteindelijk via Colorado in het zuiden van de Vlakten in het gebied van de Comanche terechtkwamen.
Na enige conflicten met de Comanche werd er rond 1790 vrede gesloten. De Kiowa en Comanche domineerden de zuidelijke vlakten en voerden oorlog met de Cheyenne, Arapaho, Pawnee, Fox, Sauk en Osage. Rond deze tijd sloten de Plains Apache zich aan bij de Kiowa. In 1833 viel een groep krijgers van de Osage een dorp van de Kiowa aan terwijl de krijgers van dit dorp weg waren. Deze zogenaamde Cutthroat Gap Massacre leidde ertoe dat A'date (Eilandman), hoofd van het dorp en leider van het Kiowavolk, door de leiders van de Kiowa werd afgezet. In zijn plaats werd Dohasan benoemd, de oorlogsleider van de Kâtá. Dohasan leidde het volk van 1833-1866 en was de laatste onbetwiste leider van de Kiowa voor de tijd van de reservaten. Hij tekende verschillende verdragen waaronder de Fort Atkinson Treaty (1852) en de Litte Arkansas Treaty (1865).
Dohasan benoemde Guipago als zijn opvolger. Guipago was een voorstander van gewapend verzet tegen de Verenigde Staten. De Kiowa's die naar vrede streefden werden geleid door Tene-Angopte. In de Treaty of Medicine Lodge (1867) stemde een deel van de Kiowa toe  zich op een reservaat te vestigen. Andere Kiowa bleven zich verzetten tegen de Amerikanen, tot in 1875 alle Kiowa gedwongen waren zich in reservaten te vestigen. De volkstelling van 1890 telde 1.140 Kiowa en 326 Kiowa Apache op het Fort Sill Reservation, een reservaat dat ze deelden met de Comanche. In 1901 werd de grond in het reservaat vrijgegeven voor bewoning door blanken.

## Organisatie
In tegenstelling tot bijvoorbeeld de Comanche vormden de Kiowa een politieke eenheid, onder leiding van een democratisch gekozen leider zoals Dohäsan, die de positie van 1833 tot 1866 bekleedde.
De Kiowa leefden in grootfamilies, waarbij de man deel uitmaakte van de familie van zijn vrouw. Verschillende grootfamilies vormden samen een topadoga (band), geleid door een topadok'i. Aan het hoofd van de Kiowa stond een leider, maar het volk werd op democratische wijze bestuurd. De samenleving kende verschillende krijgers- en religieuze genootschappen. De afzonderlijke groepen Kiowa kwamen jaarlijks bij elkaar voor de Zonnedans. Deze groepen waren:
- Kâtá (‘Bijters’, vaak Arikara genoemd, de grootste en machtigste band)
- Kogui (‘Wapitiband')
- Kaigwa (‘De eigenlijke Kiowa’)
- Kinep or Khe-ate (‘Grote schilden')
- Semat (‘Sluipers’, Kiowanaam voor de Kiowa-Apache)
- Soy-hay-talpupé (‘Blauwe jongens') or Pahy-dome-gaw (‘Mannen onder de zon')

Het Kiowavolk was verdeeld in twee subgroepen:
- To-kinah-yup ((Mannen van de kou) 'Noordelijke Kiowa', die tussen de Arkansas en de grens van Kansas leefden.)
- Gwa-kelega ('Zuidelijke Kiowa', die in de  Llano Estacado, Oklahoma Panhandle en Texas Panhandle leefden en bondgenoten waren van de Comanche.)

## Leefwijze
Voordat ze werden overgeplaatst naar reservaten leefden de Kiowa als jager-verzamelaars, die hun voornaamste bron van voedsel, de bizon, volgden bij zijn migratie over de Great Plains. Naast de bizon leefde men van de jacht op ander wild, van het verzamelen van eetbare planten en vruchten en van landbouwproducten die verkregen werden door handel met sedentaire volken.
Het ideaal van de Kiowasamenleving was dat van de jonge, onbevreesde krijger, en de mannen verworven prestige door hun daden in gevechten. Het aanzien van vrouwen hing af van de daden van hun mannen, vaders en zonen en hun eigen kunstzinnige vaardigheden.

## Tegenwoordig
De Kiowa zijn federaal erkend als de Kiowa Tribe of Oklahoma, die 12.000 leden telt en gevestigd is in Oklahoma, Oklahoma. Lidmaatschap van de stam vereist ten minst 1/4 afstamming van Kiowa. De Tribal Jurisdictional Area van de Kiowa Tribe omvat Caddo County, Comanche County, Cotton County, Grady County, Kiowa County, Tillman County en Washita County. De stam bezit onder meer 2 casino's.